# Menna
Menna est le scribe responsable agricole de Thoutmôsis IV (scribe du cadastre).
Sa tombe (TT69) est située dans la vallée des Nobles à Cheikh Abd el-Gournah.